# Serhou Guirassy
Serhou Yadaly Guirassy (n. 12 martie 1996, Arles, Arles-Crau-Camargue-Montagnette⁠(d), Franța) este un fotbalist francez și guineean, care joacă pe post de atacant la Dortmund în Bundesliga. Pe plan internațional, are prezențe la națională pentru Franța U16⁠(d), Franța U19⁠(d), Franța U20⁠(d) și Guineea.

## Cariera pe echipe
Guirassy și-a început cariera jucând pentru Montargis, Amilly și Laval.

### Lille
În iulie 2015, Guirassy s-a alăturat lui Lille de la Laval, semnând un contract pe patru ani. Taxa de transfer a fost raportată la aproximativ 1 milion de euro.

### 1. FC Köln
Guirassy s-a alăturat 1. FC Köln în iulie 2016, semnând un contract pe cinci ani. La scurt timp după ce a ajuns la Köln, a suferit o intervenție chirurgicală la menisc. Mai târziu, în prima jumătate a sezonului 2016-17, problemele musculare l-au ținut în afara acțiunii. Și-a făcut debutul în Bundesliga în etapa 26, pe 1 aprilie 2017, într-o înfrângere cu 2-1 împotriva lui Hamburger SV. Câteva zile mai târziu, a fost din nou împiedicat să joace din cauza problemelor musculare. Spre sfârșitul sezonului, Guirassy a îngrijit o inflamație a articulației osoase pubiene.
În al doilea sezon, a marcat primul său gol într-o înfrângere cu 2-1 în deplasare împotriva lui Bayer Levekusen pe 28 octombrie 2017. Cinci zile mai târziu, a marcat primul său gol în Europa League într-o victorie cu 5–2 în fața lui BATE Borisov. Mai târziu în aceeași lună, a marcat singurul gol într-o victorie cu 1-0 împotriva lui Arsenal în același turneu. În cele din urmă, 1. FC Köln a terminat pe ultimul loc în campionat pentru a retrograda, Guirassy fiind golgheterul lor în toate competițiile.

### Amiens
În ianuarie 2019, a fost împrumutat la Amiens până la sfârșitul sezonului. Amiens a exercitat opțiunea de cumpărare în sezonul următor. Sumele transferului au fost raportate a fi de aproximativ 5 până la 6 milioane de euro. Amiens a profitat ulterior de opțiune și a transformat împrumutul în transfer permanent.
Pe 15 februarie 2020, el a marcat o dublă în remiza scor 4–4 împotriva lui Paris Saint-Germain, al doilea gol a egalat meciul în timpul prelungirilor. Cu toate acestea, Amiens a retrogradat în timp ce se afla pe locul 19, când liga a fost suspendată prematur în urma izbucnirii COVID-19 în Franța.

### Rennes
Pe 27 august 2020, Guirassy s-a alăturat echipei din Ligue 1, Rennes, pe o durată a contractului de cinci ani. A marcat primele două goluri pentru club în același meci, o victorie în campionat cu 4–2 împotriva lui Nîmes. Pe 20 octombrie 2020, a marcat primul său gol în Liga Campionilor într-o remiză 1–1 împotriva lui Krasnodar în sezonul 2020–21, care a fost și primul gol al clubului său în competiție. Pe 20 martie 2022, a marcat primul său hat-trick din carieră într-o victorie scor 6-1 cu FC Metz.

### VfB Stuttgart
La 1 septembrie 2022, Guirassy s-a alăturat clubului din Bundesliga, VfB Stuttgart, împrumutat pentru sezonul 2022-23. La 31 mai 2023, clubul a anunțat că a activat opțiunea de a face mutarea permanentă, semnând un contract pe trei ani.
În sezonul 2023-2024, Guirassy a marcat zece goluri în primele cinci meciuri, inclusiv primul lui hat-trick în Bundesliga, care a venit împotriva lui Mainz, pentru a egala un record anterior stabilit de Robert Lewandowski în 2020-21. De asemenea, a stabilit recordul din Bundesliga pentru cele mai multe goluri ale unui jucător în primele șapte meciuri ale unui sezon, înscriind un hat-trick în 15 minute într-o victorie cu 3-1 împotriva lui Wolfsburg. Acest lucru a stabilit recordul la 13 goluri, depășind recordul lui Robert Lewandowski de 11 atât în 2019–20, cât și în 2020–21. După ce a marcat cel de-al 14-lea gol al sezonului într-un meci în deplasare împotriva lui Union Berlin, a fost înlocuit după 30 de minute de joc din cauza unei accidentări la coapsă. Mai târziu a ratat două meciuri din campionat, înainte de a reuși să înscrie un penalty pentru a asigura victoria echipei sale cu 2–1 în fața lui Borussia Dortmund și pentru a atinge cifra de 15 goluri în primele nouă meciuri ale sezonului.
Pe 13 aprilie 2024, a marcat cel de-al 25-lea gol în Bundesliga într-o victorie cu 3-0 în fața lui Eintracht Frankfurt, doborând recordul celor mai multe goluri ale unui jucător de la Stuttgart într-o singură campanie stabilită de Mario Gómez în sezonul 2008-2009. Câteva zile mai târziu, a fost desemnat Jucătorul lunii martie, obținând premiul pentru a doua oară în sezon după cel obținut în septembrie 2023. În ultima etapă a sezonului 2023-2024, a marcat o dublă într-o victorie cu 4-0 împotriva lui Borussia Mönchengladbach, terminând sezonul cu 28 de goluri în 28 de meciuri, doar în spatele lui Harry Kane. În plus, a marcat golul de deschidere pentru a 12-a oară în acel sezon în timpul meciului, egalând un record din Bundesliga stabilit de Gerd Müller în 1969–70, Ailton în 2003–04 și Stefan Kießling în 2012–13. Guirassy a fost clasat cel mai mare marcator african în sezonul 2023-2024 din Bundesliga de către African Folder.

### Borussia Dortmund
La 18 iulie 2024, Guirassy a semnat un contract de patru ani cu Borussia Dortmund pentru o taxă de transfer raportată de 18 milioane de euro. Mai târziu în acel an, pe 18 septembrie, a marcat primul său gol dintr-un penalty într-o victorie cu 3-0 în deplasare împotriva lui Club Brugge în faza grupelor ale Ligii Campionilor.

## Cariera internațională
Guirassy a fost internațional de tineret pentru Franța. Cu toate acestea, a decis să reprezinte țara de origine a părinților săi, Republica Guineea, la nivel superior. A debutat la echipa națională a Guineei într-o remiză amicală 0-0 împotriva Africii de Sud pe 25 martie 2022, desfășurată la Kortrijk, Belgia.
În decembrie 2023, a fost numit în echipa Guineei pentru Cupa Africii pe Națiuni din 2023 din Coasta de Fildeș.

## Titluri
Individual
- Jucătorul lunii din Bundesliga: septembrie 2023, martie 2024[41]
- Echipa sezonului din Bundesliga: 2023–24[42]
- Echipa sezonului VDV Bundesliga: 2023–24[43]